# Ресина, Елена Константиновна
Елена Константиновна Ресина (бел. Алена Канстанцінаўна Рэсіна; 12 декабря 1926, Минск, БССР — 3 октября 2014, Минск, Белоруссия) — белорусский и советский искусствовед.

## Биография, этапы научной деятельности
Елена Константиновна Ресина родилась 12 декабря 1926 года в городе Минске в семье служащих.
В 1950 году окончила с отличием Отделение теории и истории искусства Московского государственного университета имени М. В. Ломоносова. Училась у Б. Р. Виппера, И. Э. Грабаря, А. А. Федорова-Давыдова, Г. А. Недошивина, Ю. Д. Колпинского.
1950—1952 годы — младший научный сотрудник Института языка, литературы и искусства Академии наук БССР.
1956—1957 годы — искусствовед Минского Дома моделей.
1 октября 1957 года зачислена на должность старшего научного сотрудника Государственного Художественного музея БССР.
В 1964—2000 годах работала заведующей Отделом русского дореволюционного искусства Государственного Художественного музея БССР (с 1993 года-Национальный художественный музей Республики Беларусь).
В 2000—2007 годах ведущий научный сотрудник Отдела русского искусства Национального художественного музея Республики Беларусь.
Автор-составитель и редактор каталогов русской дореволюционной и советской живописи, гравюры и скульптуры из собраний  ГХМ БССР/НХМ РБ

## Основные работы
- 2006 — «Русское искусство XVIII — начала XX века» / Министерство культуры Республики Беларусь, Национальный художественный музей Республики Беларусь; автор-составитель Е. К. Ресина.
- 1995-1997 — «Русская дореволюционная и советская живопись в собрании Национального художественного музея Республики Беларусь», каталог в 2-x томах; составители: Р. Г. Бадин, Т. И. Карандашева и др.; под научной редакцией Е. К. Ресиной; фотографии О. Л. Лихтаровича. — Т. 1: А―И / Т. 2: К—Я, вступительная статья Е. К. Ресиной.
- 1990 — «Іван Хруцкі, 1810―1885 (Выяўленчы матэрыял)» Иван Хруцкий. Альбом-каталог / аўтары-складальнікі: І. М. Паньшына, А. К. Рэсіна.
- 1990 — «Дзяржаўны мастацкі музей БССР = Государственный художественный музей БССР»: Альбом / Аўт. уступ. арт.: Н. М. Бараноўская, Н. Ф. Высоцкая, В. С. Каваленка, А. К. Рэсіна; Пад рэд. Ю. А. Карачуна ; Маст.: А. А. Кулажэнка, А. А. Шупляцоў, Фота: В. А. Бараноўскага.
- 1985 — «Иван Фомич Хруцкий: к 175-летию со дня рождения, 1810―1885» / Министерство культуры БССР, Государственный художественный музей БССР; составители: Р. Г. Бадин, Е. К. Ресина.
- 1984 — «Русская дореволюционная и советская гравюра и литография в собрании Государственного художественного музея БССР»: каталог / составители: Е. К. Ресина, Т. А. Резник.
- 1979 — «Дзяржаўны мастацкі музей БССР: Жывапіс. Графіка. Скульптура. Прыкладное мастацтва». Альбом / Аўт. тэкста і склад.: П. М. Герасімовіч, А. К. Рэсіна; Пад рэд. Ю. А. Карачуна.
- 1977 — «Русская и советская скульптура»: каталог / составитель Р. Г. Бадин ; вступительная статья и редакция Е. К. Ресиной.
- 1976 — «Дзяржаўны мастацкі музей БССР (Выяўленчы матэрыял)» (Государственный художественный музей БССР = State art museum of the BSSR = Musée d'état des beaux-arts de la RSSB) / складальнікі: П. М. Герасімовіч, А. К. Рэсіна.
- 1974 — «Бялыніцкі-Біруля: альбом-каталог твораў народнага мастака РСФСР і БССР, правадзейнага члена Акадэміі мастацтваў СССР Вітольда Каятанавіча Бялыніцкага-Бірулі (1872―1957)» / Міністэрства культуры БССР, Дзяржаўны мастацкі музей БССР; складанне А. К. Рэсінай ; уступны артыкул А. В. Аладавай.
- 1969 — «Дзяржаўны мастацкі музей БССР = State art museum of BSSR: кароткі даведнік» / Міністэрства культуры БССР, Дзяржаўны мастацкі музей БССР; складальнікі: І. М. Паньшына, А. К. Рэсіна.
- 1965 — «Выставка произведений западноевропейского искусства XVI-XX вв.»: каталог / Министерство культуры БССР, Государственный художественный музей БССР; составили : З. Г. Козлова, Е. К. Ресина.

Е. К. Ресина внесла большой вклад в изучение творчества тех представителей русской художественной школы, кто был родом из Белоруссии. Она имела непосредственное отношение к организации и проведению первых персональных выставок таких мастеров, как Аполлинарий Горавский (1983), Иван Хруцкий (1985–1986), а также к серьёзной монографической выставке Витольда Бялыницкого-Бирули (1972), каталог которой и до сегодняшнего дня является самым полным собранием картин и этюдов выдающегося пейзажиста (вышел в 1974). По вопросам искусства Беларуси XIX — начала XX в. Ресина опубликовала ряд статей и книг. Среди них – первая монография об Иване Хруцком (издана в 1990 году совместно с И. Н. Паньшиной).

## Награды и звания
- 10 ноября 1999 — Орден Почёта (Белоруссия) — за многолетнюю плодотворную работу в музейных учреждениях[5]
- 1984 — Медаль «Ветеран труда».
- Почётная грамота министерства культуры Республики Беларусь.

Почётный сотрудник Национального художественного музея Республики Беларусь (удостоверение № 1).